# Virgin Black
Virgin Black je avstralska glasbena skupina, ki združuje glasbene sloge kot so Doom metal, Symphonic metal in Gothic metal. Skupina je izdala štiri studijske albume, kasneje v letu 2008 pa bo izšel še en. Mediji Virgin Black pogosto označujejo kot krščansko glasbeno skupino, člani skupine pa trdijo, da je njihova glasba raziskovanje duhovnosti ter da poskuša poudariti razliko med Cerkvijo in duhovnimi aspekti krščanstva. Skupina svoje ime razlaga kot »kontrast med čednostjo in mračnjaštvom človeštva«.

## Zgodovina
Virgin Black so leta 1995 posneli istoimenski demo s štirimi skladbami v glasbenem slogu doom/death metal. Zaradi redkosti in velikega povpraševanja po tem posnetku je skupina razmišljala, da bi ga nekoč ponovno izdali. Demo posnetku je sledil EP Trance, izdan leta 1998. Ta EP je bil, kot del posebne ameriške izdaje, kasneje vključen v prvi studijski album Sombre Romantic.
Skupina je začela snemati svoj prvi studijski album Sombre Romantic leta 1999. Ta album prežema poudarjen simfoničen slog, Rowan London pa glasbo dopolnjuje z raznolikim petjem, ki sega od krikov in sloga Death growl do visokih melodij in zborovskega cerkvenega petja. Zaradi uspeha tega prvenca, ki so ga v domovini izdali v samozaložbi, so lahko v Evropi podpisali pogodbo z založbo Massacre Records, v ZDA pa z založbo The End Records. Obe založbi sta nato album izdali v svojih deželah.
Virgin Black so po zaključku snemanja drugega albuma leta 2003 igrali na nemškem festivalu Wave-Gotik-Treffen ter imeli ameriško turnejo po zahodni obali z Agalloch in Antimatter. Takoj zatem, po vrnitvi v Avstralijo, pa so priredili še državno turnejo. Album Elegant... and Dying je glasbeno pompoznost predhodnika razširil še z violončelom in flavto. Izdan je bil novembra 2002, mesec kasneje pa se je skupina pojavila na festivalu Metal for the Brain, v Canberri. Na začetku naslednjega leta, pred pričetkom snemanja v studiju, so se Virgin Black na avstralski turneji pridružili tudi Opeth ter Black metal skupina Nazxul
Naslednji projekt se je začel, ko sta London in Escarbe uglasbila serijo skladb, ki so kasneje postale Requiem v treh delih. 10. marca 2006 je založba The End Records objavila novico za tisk, kjer so pojasnili prihajajoče albume. Prvi del trilogije, Requiem - Pianissimo, je strogo klasično usmerjen album, z adelaideskim simfoničnim orkestrom in solo pevci na čelu. Drugi del, Requiem - Mezzo Forte, je glasbeno podoben prejšnjim albumom skupine, zadnji del, Requiem - Fortissimo, pa ima pretežno doom/death zvok. Albume sta London in Escarbe v večji meri posnela kot duet v teh dveh let; medtem časom je Rowanu umrl oče. Sprva naj bi trilogija izšla skupaj, 23 julija 2006, vendar se je njihova založba odločila, da bodo albumu izhajali postopoma, v enakomernih časovnih presledkih. Tako je Requiem - Mezzo Forte izšel 3. aprila 2007, Requiem - Fortissimo pa 19. februarja 2008. V novi zasedbi (Escarbe, London, Grayh na basu in Luke Faz na bobnih) so Virgin Black odigrali nekaj avstralskih koncertov skupaj s skupino Arcturus ter bili glavna skupina švicarskega festivala Elements of Rock. Ob tej priliki se jim je, kot gostujoči kitarist, pridružil Mark Kelson.
Virgin Black so najavili ameriško turnejo za junij 2007, kjer so s skupino To/Die/For igrali na koncertih po vzhodni in zahodni obali ter kot glavna skupina nastopali v Mexico City, Monterreyu in Guadalajari.

## Diskografija
- Australian Metal Compilation IV - Falling on Deaf Ears (split), 1996
- Virgin Black (demo), 1996
- Trance (EP), 1998
- Sombre Romantic, 2001
- Elegant... and Dying, 2003
- Requiem - Mezzo Forte, 2007
- Requiem - Fortissimo, 2008

### Uradne strani
- Uradna stran na The End Records
- Uradna stran na MySpace

### Virgin Black na glasbenih portalih
- Virgin Black na Last.fm
- Virgin Black na Metal-Archives
- Virgin Black na Doom-Metal.com Arhivirano 2007-12-24 na Wayback Machine.